# Zichya piechockii
Zichya piechockii är en insektsart som beskrevs av Cejchan 1967. Zichya piechockii ingår i släktet Zichya och familjen vårtbitare. Inga underarter finns listade i Catalogue of Life.